# Arne Hult
Arne Bernt Torvald Hult, född 11 februari 1943, är en svensk slavist och översättare. Han var verksam vid Institutionen för slaviska språk vid Göteborgs universitet från 1970 och till sin pension och disputerade 1988 där på avhandlingen On the development of the present active participle in Bulgarian. Utöver sedvanliga vetenskapliga publiceringar har Hult också översatt från bulgariska och medverkat med artiklar med bulgarisk anknytning i Nationalencyklopedin.

## Bok
- Dikter: 81-82 (Bokmaskinen, 1982)

## Översättningar
- Åtta bulgariska berättelser (urval och översättning, Stegeland, 1977)
- Elin Pelin: Storljugaren och andra sagor från Bulgarien (Stegeland, 1977)
- Boris Ivanov: Kompendium i Bulgariens geografi (Uppsala: B. Ivanov, 1988)